# Peñarol (quartier)

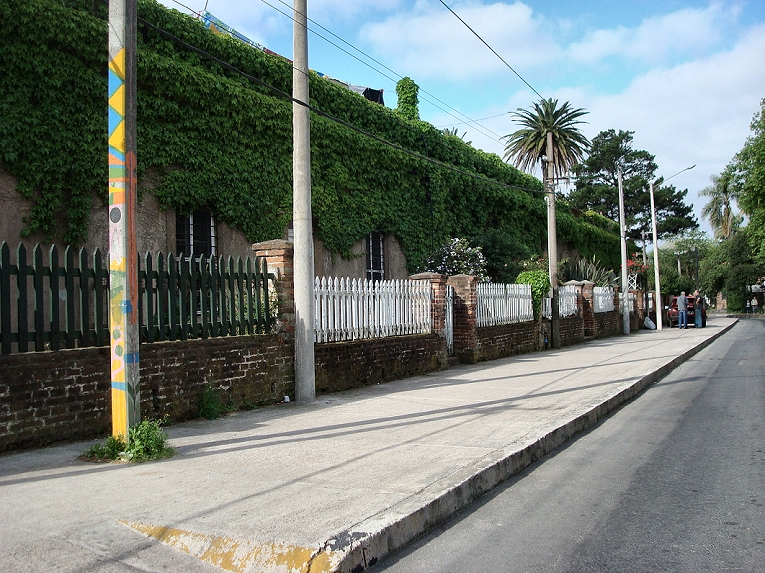
Rue du quartier Peñarol

Peñarol est un quartier de la ville de Montevideo, capitale de l'Uruguay.
Il doit son nom à une ville italienne du Piémont : Pinerolo (en français : « Pignerol »). Le quartier est reconnu pour son patrimoine ferroviaire et le célèbre club de football qui a repris son nom : le Club Atlético Peñarol, triple vainqueur de la Coupe intercontinentale.

## Histoire & culture
Lorsque Montevideo était une ville coloniale fortifiée et que la région de Peñarol n'avait pas de nom et n'était que des champs et des fermes, Juna Bautista Crosa, originaire de la ville de Pinerolo (Piémont, Italie), y a installé une échoppe en 1776.
Crosa s'est surnommé d'après le nom de sa ville d'origine, qui en piémontais se prononce Pinareul, et qui dans la langue populaire a été déformé en Peñarol.
Les échoppes étaient des lieux d'étapes pour les voisins et les voyageurs (à pied, à cheval, en chariots et diligences), ce qui a conduit à désigner toute la zone alentour comme Peñarol.
Crosa mourut en 1790, et fut enterré dans le cimetière de la chapelle à côté de l’échoppe Peñarol.
Un siècle après la mort de Crosa, en 1890, la première révolution industrielle arriva à Peñarol, avec l'installation des ateliers ferroviaires anglais de la société Ferro Carril Central del Uruguay (FCCU), fondée en 1876.
La gare et le premier atelier ont commencé à fonctionner en 1891, donnant naissance à une enclave industrielle, puis à un quartier entier de Montevideo.
À la fin de 1907, la société FCCU avait déjà construit 33 000 mètres carrés, qui sont encore debout, et qui depuis 1975 sont légalement un monument national uruguayen. Celui-ci est composé d'ateliers (mécanique, forge, fonderie, scierie, menuiserie, peinture, entrepôts, remises, bureaux techniques et imprimerie), 44 logements pour ouvriers, 8 logements pour cadres et intermédiaires, un magasin général, un local pour réunion sociale et récréative appelé le "Centro Artesano" et un théâtre (utilisé aussi comme cinéma à partir des années 1930). La municipalité de Montevideo et le ministère de l'Éducation et de la Culture ont présenté à l'UNESCO en 2014 un document "Quartier de Peñarol : centre historique et paysage industriel ferroviaire", afin que l'enclave d'origine soit considérée comme un site du patrimoine mondial.
En plus du centre historique, Peñarol possède une zone rurale de fermes - où se trouvait l'épicerie Crosa - et une série d'industries, telles que Motociclo, Bimbo, Levaduras Terry, Schneck, Andamios Tubulares et Becam.
Peñarol compte également des écoles et des lycées publics et privés (Secundario del Norte), un centre commercial rue Saravia, entre les rues Coronel Raíz et Shakespeare, une foire de quartier les jeudis et dimanches, une polyclinique municipale, une soupe populaire, ainsi que des coopératives d'habitation, Mesa II étant la plus grande.
Les clubs sportifs avec la plus longue tradition sont CE.SO.PE. (le Centre social de Peñarol) et Uruguay Peñarol.